# B in the Mix: The Remixes Vol. 2
B in the Mix: The Remixes Vol. 2 là album phối lại thứ hai của ca sĩ người Mỹ Britney Spears, phát hành ngày 7 tháng 10 năm 2011 bởi Jive Records. Album được phát hành sau 6 năm kể từ album phối lại trước B in the Mix: The Remixes (2005), và ra mắt vào cùng ngày RCA tiếp quản Jive Records. Vào ngày 9 tháng 9 năm 2011, Spears thông báo phát hành B in the Mix: The Remixes Vol. 2 bằng việc đăng tải ảnh bìa và danh sách bài hát trên tài khoản Tumblr của cô. Album là tập hợp những bản phối lại của nhiều bài hát từ ba album phòng thu trước của nữ ca sĩ Blackout (2007), Circus (2008) và Femme Fatale (2011), cũng như bản phối lại của "3" và bản phối độc quyền tại Nhật Bản của "My Prerogative". 
B in the Mix: The Remixes Vol. 2 có sự tham gia của nhiều nhà sản xuất như Kaskade, Tiësto và Benny Benassi để tạo nên một đĩa nhạc EDM chịu nhiều ảnh hưởng của disco và house. Sau khi phát hành, album đa phần nhận được những phản ứng tích cực từ các nhà phê bình âm nhạc, trong đó họ khen ngợi sự sáng tạo của đĩa nhạc so với hai album phòng thu Blackout và Circus và đánh giá cao một số bản phối lại, mặc dù cũng có vài ý kiến cho rằng hầu hết những bài hát đã mất đi "ma thuật" của bản gốc khi được phối lại. B in the Mix: The Remixes Vol. 2 gặt hái những thành công vừa phải trên toàn thế giới, lọt vào top 10 ở Argentina và Hàn Quốc, đồng thời đạt vị trí thứ tư trên bảng xếp hạng Dance/Electronic Albums và thứ 47 trên Billboard 200 tại Hoa Kỳ.

## Danh sách bài hát
| B in the Mix: The Remixes Vol. 2 – Bản tiêu chuẩn | B in the Mix: The Remixes Vol. 2 – Bản tiêu chuẩn | B in the Mix: The Remixes Vol. 2 – Bản tiêu chuẩn                                                    | B in the Mix: The Remixes Vol. 2 – Bản tiêu chuẩn                           | B in the Mix: The Remixes Vol. 2 – Bản tiêu chuẩn |
| STT                                               | Nhan đề                                           | Sáng tác                                                                                             | Sản xuất                                                                    | Thời lượng                                        |
| ------------------------------------------------- | ------------------------------------------------- | --- | --------------------------------------------------------------------------- | ------------------------------------------------- |
| 1.                                                | "Criminal" (Radio Mix)                            | Shellback Max Martin Tiffany Amber                                                                   | Max Martin Shellback                                                        | 3:45                                              |
| 2.                                                | "Gimme More" (Kaskade Club Mix)                   | Nathaniel Hills James Washington Keri Hilson Marcella Araica                                         | Danja Jim Beanz [a] Hilson [a] Kaskade [b]                                  | 6:08                                              |
| 3.                                                | "Piece of Me" (Tiësto Club Mix)                   | Christian Karlsson Pontus Winnberg Klas Åhlund                                                       | Bloodshy & Avant Tiësto [b]                                                 | 7:53                                              |
| 4.                                                | "Radar" (Tonal Club Remix)                        | Karlsson Winnberg Henrik Jonback Balewa Muhammad Candice Nelson Ezekiel Lewis Patrick "J. Que" Smith | Bloodshy & Avant The Clutch [c] Alexander Lasarenko [b] Matt Pendergast [b] | 4:55                                              |
| 5.                                                | "Womanizer" (Benny Benassi Extended)              | Nikesha Briscoe Rafael Akinyemi                                                                      | K. Briscoe/The Outsyders Benny Benassi [b]                                  | 6:17                                              |
| 6.                                                | "Circus" (Linus Loves Remix)                      | Lukasz Gottwald Claude Kelly Benjamin Levin                                                          | Dr. Luke Benny Blanco John Clark [b] Linus Loves [b]                        | 4:39                                              |
| 7.                                                | "If U Seek Amy" (U-Tern Remix)                    | Max Martin Shellback Savan Kotecha Alexander Kronlund                                                | Max Martin U-Tern [b]                                                       | 6:10                                              |
| 8.                                                | "3" (Manhattan Clique Club Remix)                 | Max Martin Shellback Amber                                                                           | Max Martin Shellback Philip Larsen [b] Chris Smith [b]                      | 5:42                                              |
| 9.                                                | "Till the World Ends" (Alex Suarez Club Remix)    | Gottwald Kronlund Max Martin Kesha Sebert                                                            | Dr. Luke Max Martin Billboard Alex Suarez [b]                               | 5:18                                              |
| 10.                                               | "I Wanna Go" (Gareth Emery Remix)                 | Shellback Martin Kotecha                                                                             | Max Martin Shellback Gareth Emery [b]                                       | 5:26                                              |
| Tổng thời lượng:                                  | Tổng thời lượng:                                  | Tổng thời lượng:                                                                                     | Tổng thời lượng:                                                            | 56:11                                             |

| B in the Mix: The Remixes Vol. 2 – Bản tại Nhật Bản | B in the Mix: The Remixes Vol. 2 – Bản tại Nhật Bản | B in the Mix: The Remixes Vol. 2 – Bản tại Nhật Bản      | B in the Mix: The Remixes Vol. 2 – Bản tại Nhật Bản             | B in the Mix: The Remixes Vol. 2 – Bản tại Nhật Bản |
| STT                                                 | Nhan đề                                             | Sáng tác                                                 | Sản xuất                                                        | Thời lượng                                          |
| --------------------------------------------------- | --------------------------------------------------- | -------------------------------------------------------- | --------------------------------------------------------------- | --------------------------------------------------- |
| 1.                                                  | "Gimme More" (Kaskade Club Mix)                     | Hills Washington Hilson Araica                           | Danja Beanz [a] Hilson [a] Kaskade [b]                          | 6:08                                                |
| 2.                                                  | "Piece of Me" (Tiësto Club Mix)                     | Karlsson Winnberg Åhlund                                 | Bloodshy & Avant Tiësto [b]                                     | 7:53                                                |
| 3.                                                  | "Radar" (Tonal Club Remix)                          | Karlsson Winnberg Jonback Muhammad Nelson Lewis J. Smith | Bloodshy & Avant The Clutch [c] Lasarenko [b] Pendergast [b]    | 4:55                                                |
| 4.                                                  | "Womanizer" (Benny Benassi Extended)                | Briscoe Akinyemi                                         | K. Briscoe/The Outsyders Benassi [b]                            | 6:17                                                |
| 5.                                                  | "Circus" (Linus Loves Remix)                        | Gottwald Kelly Levin                                     | Dr. Luke Blanco Clark [b] Loves [b]                             | 4:39                                                |
| 6.                                                  | "If U Seek Amy" (U-Tern Remix)                      | Martin Shellback Kotecha Kronlund                        | Martin U-Tern [b]                                               | 6:10                                                |
| 7.                                                  | "3" (Manhattan Clique Club Remix)                   | Martin Shellback Amber                                   | Martin Shellback Philip Larsen [b] C. Smith [b]                 | 5:42                                                |
| 8.                                                  | "Till the World Ends" (Alex Suarez Club Remix)      | Gottwald Kronlund Max Martin Sebert                      | Dr. Luke Martin Billboard Suarez [b]                            | 5:18                                                |
| 9.                                                  | "I Wanna Go" (Gareth Emery Remix)                   | Shellback Martin Kotecha                                 | Martin Shellback Emery [b]                                      | 5:26                                                |
| 10.                                                 | "Criminal" (Varsity Team Extended Remix)            | Shellback Martin Amber                                   | Martin Shellback Tommy Diz [b] Adriano Clemente [b]             | 6:34                                                |
| 11.                                                 | "Break the Ice" (Tonal Remix)                       | Hills Washington Hilson Araica                           | Danja Beanz [a] Lasarenko [b]                                   | 4:52                                                |
| 12.                                                 | "Hold It Against Me" (Funk Generation Club Remix)   | Martin Gottwald Mathieu Jomphe Bonnie McKee              | Dr. Luke Martin Billboard [c] Mike Rizzo [b]                    | 6:48                                                |
| 13.                                                 | "My Prerogative" (X-Press 2 Radio Edit)             | Bobby Brown Gene Griffin Edward Teddy Riley              | Bloodshy & Avant X-Press 2 [b]                                  | 4:17                                                |
| 14.                                                 | "Criminal" (Tom Piper & Riddler Remix Radio Edit)   | Shellback Martin Amber                                   | Martin Shellback Rich "DJ Riddler" Pangilinan [b] Tom Piper [b] | 3:38                                                |
| Tổng thời lượng:                                    | Tổng thời lượng:                                    | Tổng thời lượng:                                         | Tổng thời lượng:                                                | 78:52                                               |

Ghi chú
- ^a  nghĩa là sản xuất giọng hát
- ^b  nghĩa là người phối lại và sản xuất bổ sung
- ^c  nghĩa là đồng sản xuất

## Thành phần thực hiện
Thành phần thực hiện được trích từ ghi chú album.
- Tom Coyne – master
- Adam Leber – quản lý
- Larry Rudolph – quản lý
- Jackie Murphy – chỉ đạo nghệ thuật
- Randee St. Nicholas – nhiếp ảnh

## Xếp hạng
| Bảng xếp hạng (2011)                          | Vị trí cao nhất |
| --------------------------------------------- | --------------- |
| Album Argentina (CAPIF)                       | 5               |
| Album Bỉ (Ultratop Wallonie)                  | 69              |
| Album Canada (Billboard)                      | 53              |
| Album Cộng hòa Séc (ČNS IFPI)                 | 47              |
| Album Pháp (SNEP)                             | 57              |
| Album Tổng hợp Pháp (SNEP)                    | 15              |
| Album Ý (FIMI)                                | 29              |
| Album Nhật Bản (Oricon)                       | 83              |
| Album México (Top 100 Mexico)                 | 27              |
| Album Hàn Quốc Quốc tế (Circle)               | 7               |
| Album Tây Ban Nha (PROMUSICAE)                | 39              |
| Album Vương quốc Anh (OCC)                    | 171             |
| Album Hoa Kỳ Billboard 200                    | 47              |
| Album Hoa Kỳ Top Dance/Electronic (Billboard) | 4               |
| Album Venezuela (Recordland)                  | 9               |

## Lịch sử phát hành
| Quốc gia | Ngày              | Định dạng      | Hãng đĩa   | Ct.    |
| -------- | ----------------- | -------------- | ---------- | ------ |
| Áo       | 7 tháng 10, 2011  | CD tải nhạc số | Sony Music | [ 18 ] |
| Hoa Kỳ   | 11 tháng 10, 2011 | CD tải nhạc số | RCA        | [ 19 ] |
| Úc       | 14 tháng 10, 2011 | CD tải nhạc số | Sony Music | [ 20 ] |
| Brazil   | 19 tháng 10, 2011 | CD tải nhạc số | Sony Music | [ 21 ] |
| Thái Lan | 19 tháng 10, 2011 | CD tải nhạc số | Sony Music | [ 22 ] |
| Nhật Bản | 30 tháng 11, 2011 | CD tải nhạc số | Sony Music | [ 23 ] |